# Anthony (Nouveau-Mexique)
Pour les articles homonymes, voir Anthony.
Anthony est une ville du comté de Doña Ana, dans l’État du Nouveau-Mexique, aux États-Unis. Située à la frontière du Texas et du Nouveau Mexique, elle partage avec la ville d'Anthony, au Texas, une histoire commune. La population s'élève à 8 693 habitants au recensement de 2020.

## Histoire
Anthony, comme sa voisine Anthony située dans le Texas, doit son nom à une chapelle dédiée à Antoine de Padoue construite avant 1884. Avant la construction du barrage d'Elephant Butte (en), la ville connaît de nombreuses inondations du Rio Grande de la fin du XIXe siècle au début du XXe siècle. Dans les années 1930, la ville est également connue sous le nom de La Tuna, du nom de l'établissement pénitentiaire construit côté Texas, en 1932.
Lors d'une élection qui s'est tenue le 5 janvier 2010, les habitants d'Anthony ont voté en faveur de la création de la municipalité. 561 voix ont été exprimées, 410 (73,1 %) soutenant la mesure et 151 (26,9 %) s'y opposant. La nouvelle municipalité a officiellement vu le jour le 1er juillet 2010.

## Géographie
Anthony est située dans le comté de Doña Ana, sur la frontière entre le Nouveau-Mexique et le Texas dans la haute vallée de Mesilla. Elle est bordée immédiatement au sud d'Anthony, au Texas et, à l'est, par l'Interstate 10. Elle est à 39 kilomètres au sud de Las Cruces et à 29 kilomètres au nord d'El Paso, au Texas.
Selon le Bureau du recensement des États-Unis, la ville a une superficie totale, en 2020, de 6,99 km2, entièrement terrestre.

## Démographie
Lors du recensement de 2010, 9 360 personnes, 2 467 ménages et 1 858 familles résident dans la ville. La densité de population était de 2 362,4 personnes par mile carré. La composition raciale de la ville est la suivante : 61,5 % de Blancs, 0,8 % d'Afro-américains, 0,5 % d'Amérindiens, 0,1 % d'Asiatiques, 0,1 % d'insulaires du Pacifique et 2,5 % d'autres races. Les Hispaniques et les Latinos, toutes races confondues, représentent 97,4 % de la population.
Lors du recensement de 2020, la population de la commune compte 8 693 habitants, en baisse de 0,7%. Les Hispaniques et les Latinos, toutes races confondues, représentent 99,8 % de la population.